# Gabriel Söderling
Gabriel Söderling, född 1723 i Stockholm, död 16 oktober 1761 i Nacka socken, Stockholms län, var en svensk målare.
Han var son till kommissarien i Riksens ständers bank Jonas Söderling och Christina Ljungberger. Söderling var en av sin tids globetrotter och företog resor i Frankrike, Italien och Levanten. Ett reseintyg för resa till Lübeck och vidare resa till Venedig är daterat 1747. Han fick ett pass utfärdat för en resa till Italien 1752 för att därifrån fortsätta resan mot olika mål. På föranstaltande av svenska ministern friherre Gustav Celsing reste han tillsammans med en polsk minister från Konstantinopel till Warszawa och därifrån via Danzig tillbaka till Stockholm. Han uppges därefter ha blivit svag i huvudet och tillbringade sin konvalescent hos kaptenmekanikus Knutberg som han lärt känna i Konstantinopel. Som målare var han huvudsakligen verksam som kopist.  